# Vinaja
Vinaja (doslova ‚kázeň‘ v pálí i v sanskrtu) je v užším významu souhrn pravidel jednání pro buddhististickou mnišskou komunitu, neboli sanghu. Buddhovo učení lze obecně rozdělit do dvou částí: Dharma neboli nauka a Vinaja neboli kázeň. Lze říci, že první se zabývá teorií a druhá praxí, i když ve skutečnosti se do značné míry překrývají.
Vinaja-pitaka je první částí buddhistického kánonu Tipitaka. Její jádro tvoří Patimokkha (pálí) neboli Pratimókša (sanskrt). V théravádinské tradici obsahuje 227 pravidel pro mnichy (bhikkhu) a 311 pro mnišky (bhikkhuní). Jiné školy mají odlišný počet pravidel.
Součástí Vinaja-pitaky je mnoho dalších textů, z nichž některé vysvětlují původ řádových pravidel z konkrétních incidentů v mnišské komunitě. Jiné obsahují detaily ze života význačných Buddhových žáků a jejich osvícení. Další texty popisují, jak mají být pravidla uplatňována a jak mají být řešeny rozepře mezi mnichy.